# روونا مرسلینا
روونا مرسلینا (هلندی: Ruënna Mercelina؛ زادهٔ ۱۸ ژانویهٔ ۱۹۹۲) هنرپیشه، و مدل (شخص) اهل هلند است.